# Hyalurga panamensis
Hyalurga panamensis är en fjärilsart som beskrevs av Butler 1876. Hyalurga panamensis ingår i släktet Hyalurga och familjen björnspinnare. Inga underarter finns listade i Catalogue of Life.